# Andreas Silvius
Andreas Silvius, född 27 juni 1684 i Ods socken, död 1 februari 1746 i Hällestads socken, Västergötland, var en svensk präst.
Andreas Silvius var son till kyrkoherden Sueno Petri Silvius. Efter att ha genomgått Skara trivialskola och gymnasium kom Silvius 1703 till Uppsala universitet, där han 1708 avlade teologisk examen och 1710 blev filosofie magister. Han prästvigdes i Skara 1711 och tjänstgjorde till en början som adjunkt i Rångedala socken men sändes 1712 till Lissabon som legationspredikant och pastor för de svenska och tyska lutheranerna där. Han anlände dit i juni 1713 och blev en nitisk själasörjare för sina trosfränder. Snart kom han dock i konflikt med det katolska prästerskapet och inkvisitionen, som utfärdade förbud föra honom att predika. Silvius höll ut till 1721, då han måste fly ur landet, sedan det upptäcktes att han i Hamburg låtit trycka och i Portugal sprida antikatolska skrifter. Efter hemkomsten fick Silvius 1723 fullmakt på Stora Dala pastorat i Skara stift, utnämndes 1724 till kyrkoherde där och prost över egen församling, samt blev 1732 kontraktsprost och 1737 prost över Hällestads kontrakt. Bland hans utgivna skrifter märks Paedagogia eller barnalära (1727) och det dogmatiska arbetet Gudz heliga uppenbarelse genom förnuft och skrift... (1-2, utan årtal).